# Bab al-Faradj

La porte de la Délivrance (Bab al-Faradj; en arabe : باب الفرج), connue aussi sous les noms de Bab al-Bawabijiyah (arabe : باب البوابجية) ou Bab al-Manakhiliyah (arabe : باب المناخلية), est une des portes de la vieille ville de Damas, capitale de la Syrie.

## Historique
La porte a été construite à l'époque où l'émir Noredin, après s'être emparé de la ville, a reconstruit ses fortifications, datant de l'Empire romain, en 1154. C'est la seule des portes à avoir été construite après la conquête musulmane de Damas qui subsiste aujourd'hui.
Elle se trouve au nord, près de l'angle nord-est de la citadelle de Damas. Le sultan Malik al-Salih Ayyoub l'a fortifiée en 1239-1240 et y ajouté un passage au nord. La porte a été reconstruite encore sous les Mamelouks en 1396-1397. Elle a été restaurée dans les années 1980,.